# Мамламбо
Мамламбо (Натал - Южна Африка) е зулуска речна богиня. Владетелка на всички реки, протичащи през Натал. Също така е покровителка на пивоварството, което в Натал било задължение на жените.  Племето кхоса вярва, че Мамламбо е голяма речна змия с огромна глава, която носи късмет.
Понякога образът на Мамламбо се припокрива и с митичната представа за речно чудовище, обитаващо водите на река Мзинтлава в Южна Африка. Изобразявано е като риба с конска глава. В други варианти се появява с дължина около 20 метра, къси и дебели крака, крокодилско тяло и змийски глава и шия. Излъчва зелена светлина и погледът му е хипнотичен. Твърди се, че обича бурите и най-често се появява именно докато те бушуват. Замъква хората под водата и изсмуква кръвта и мозъка им. Племето кхоса, обитаващо този район, я нарича „изсмукваща мозъка“. Според вярванията това същество е способно да излиза от водата и да хваща жертви и на сушата. 